# Haudricourt
Haudricourt település Franciaországban, Seine-Maritime megyében. Lakosainak száma 456 fő (2022. január 1.). Haudricourt Lannoy-Cuillère, Quincampoix-Fleuzy, Saint-Valery, Aumale, Conteville, Criquiers, Illois, Marques, Ronchois és Morienne községekkel határos.

## Népesség
A település népességének változása:
| Lakosok száma | 464  | 436  | 433  | 416  | 411  | 407  | 423  | 440  | 456  |
|               | 2013 | 2015 | 2016 | 2017 | 2018 | 2019 | 2020 | 2021 | 2022 |